# 147 a. C.
El año 147 a. C. fue un año del calendario romano prejuliano. En el Imperio romano, fue conocido como el año 607 Ab Urbe condita.

## Acontecimientos

### Roma
- Escipión Emiliano asume el mando en la Batalla de Cartago. Construye un rompeolas cruzando el golfo hasta la bahía, los cartagineses cavan un canal desde la cuenca de su bahía interior hasta la costa y ponen en el mar una flota entera, pero son derrotados en un enfrentamiento naval.
- Cartago recupera del exilio a un general capaz, llamado Asdrúbal, que organizó sus sólidas defensas, Contra las murallas de la ciudad, de 13,7 m de alto, los romanos tienen un progreso lento.
- En Hispania, el rey celta Viriato, congrega la resistencia lusitana contra Roma. Derrota al pretor Cayo Vetilio, gobernador de Hispania Ulterior, quien muere en el combate.[1]

### Siria
- Demetrio II de Siria vuelve a Siria (fecha aproximada).
- Jonatán Macabeo conquista Joppa.

### Grecia
- Macedonia se convierte en parte del imperio romano.